# Sorbus abscondita
Sorbus abscondita är en rosväxtart som beskrevs av M. Kovanda. Sorbus abscondita ingår i släktet oxlar, och familjen rosväxter. Inga underarter finns listade i Catalogue of Life.